# Спомен-црква Св. Стефана Високог на Мачковом камену
Спомен-црква Св. Стефана Високог на Мачковом камену, планина Јагодња, припада Епархији шабачкој Српске православне цркве. Подигнута је 2018. године у спомен и част обележавања стогодишњице Великог рата, битке на Дрини и Мачковом камену.
Храм је посвећен Светом деспоту Стефану Лазаревићу, подигнут према пројекту архитекте Тихомира Дражића из Ваљева.
У спомен цркви је формирана стална поставка сведочанстава о Првом светском рату, као и Битке на Мачковом камену. Поред бројних фотокопија докумената и предмета место у својеврсном музеју добили су:
- Принц Ђорђе Карађорђевић, који је рањен на Мачковом камену,
- Браћа Рибникар који су своје животе оставили на овом подручју и
- Надежда Петровић која је учествовала у борби као болничарка.